# Thomas Horsfield

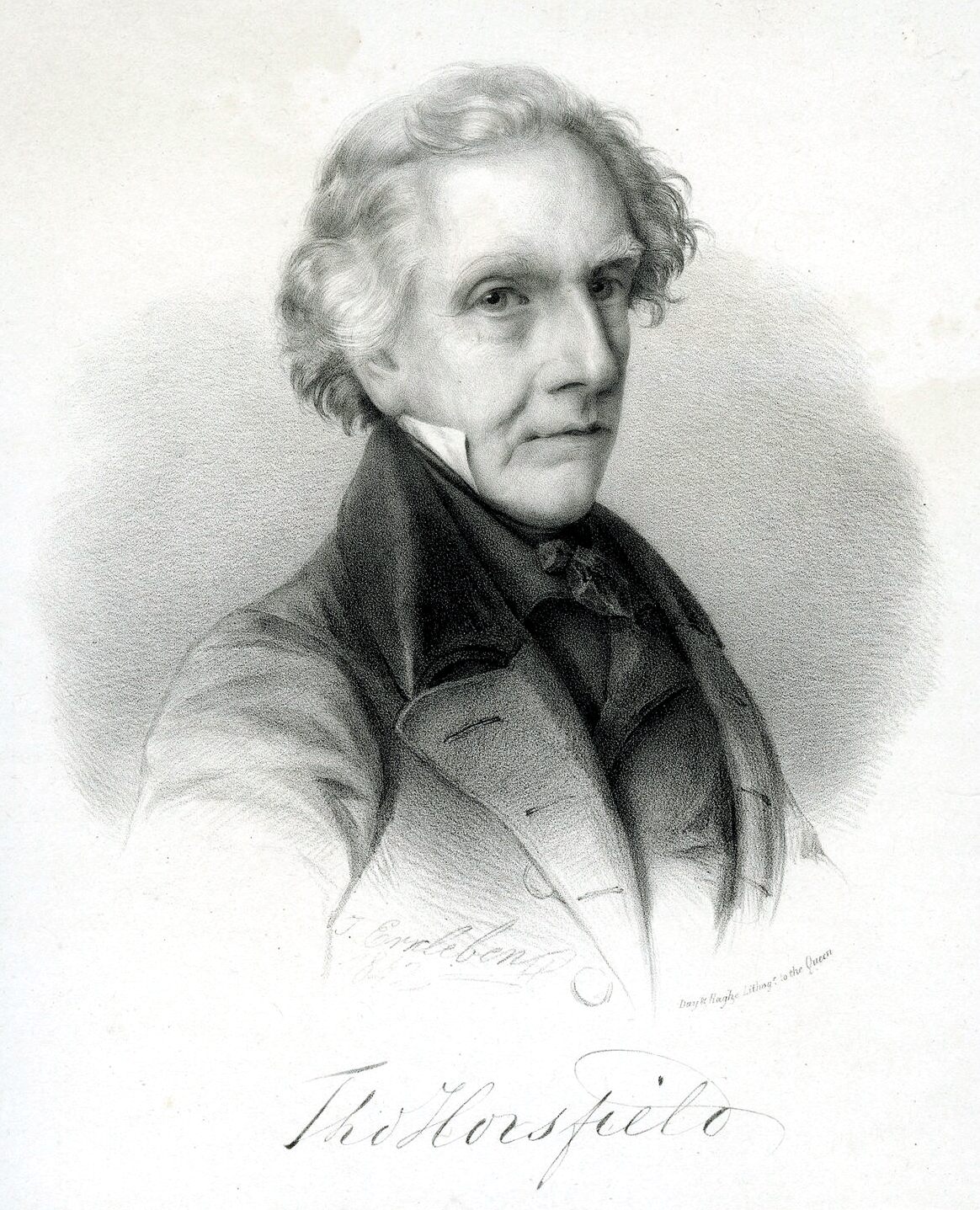
Thomas Horsfield

Thomas Horsfield (Filadelfia, 1773 – Londra, 14 luglio 1859) è stato un naturalista statunitense.

## Biografia
Horsfield nacque a Filadelfia e studiò medicina. Lavorò come dottore a Giava per molti anni. La Compagnia Inglese delle Indie Orientali prese il controllo dell'isola, appartenuta prima agli olandesi, nel 1811 e Horsfield iniziò a collezionare piante e animali per conto dell'amico Sir Thomas Stamford Raffles.
Nel 1819 fu costretto a lasciare l'isola per problemi di salute e divenne custode e, successivamente, curatore del museo della Compagnia delle Indie Orientali di Leadenhall Street, a Londra.
Horsfield venne nominato segretario assistente della Zoological Society di Londra alla sua fondazione, nel 1826.
Nel 1833 fu il fondatore di quella che sarebbe diventata la Royal Entomological Society di Londra.

## Opera
Horsfield scrisse Zoological Researches in Java and the Neighbouring Islands (1824). Classificò anche un certo numero di uccelli insieme a Nicholas Aylward Vigors, specialmente nel loro A description of the Australian birds in the collection of the Linnean Society; with an attempt at arranging them according to their natural affinities (1827).
Il suo nome viene ricordato in alcune specie, tra cui la testuggine di Horsfield o testuggine russa (Testudo horsfieldii) e l'astore di Horsfield o sparviere cinese (Accipiter soloensis).